# Trichomorpha tuberculosa
Trichomorpha tuberculosa är en mångfotingart som beskrevs av Chamberlin 1923. Trichomorpha tuberculosa ingår i släktet Trichomorpha och familjen Chelodesmidae. Inga underarter finns listade i Catalogue of Life.